# JR塔大樓
JR塔大樓（日语：JRタワー）是位在日本北海道札幌市的摩天大樓，其中包括商場及辦公室，JR塔大樓位在JR札幌站南出口的上方。JR塔大樓高173 m，共有38層，2003年完工啟用後成為北海道最高的建築物。JR塔大樓不止大樓本身，還包括札幌STELLAR PLACE、大丸百貨札幌店、札幌影城、日航飯店北海道JR札幌等鄰近JR塔大樓的設施。JR塔大樓也有停車場、觀景台及直升飞机场。